# Axonopus arcuatus
Axonopus arcuatus är en gräsart som först beskrevs av Carl Christian Mez, och fick sitt nu gällande namn av George Alexander Black. Axonopus arcuatus ingår i släktet Axonopus och familjen gräs. Inga underarter finns listade i Catalogue of Life.